# Jean-Baptiste Desplas
Jean-Baptiste Desplas, né à Paris le 30 juillet 1758 et mort le 9 mars 1823 dans cette même ville, est un vétérinaire français.

## Biographie
Il accompagna Philibert Chabert dans l'inspection qu'il fut chargé de faire pour s'opposer aux progrès de l'épizootie charbonneuse qui ravageait le Quercy en 1786.
Il était membre de la Société royale et centrale d’agriculture et de la Société royale de médecine ; il était membre du jury d'examen de l'École d'Alfort.
Il avait la réputation d'exercer son art avec une haute distinction, et sa pratique habile et éclairée lui avait mérité une confiance très étendue.
Il a rédigé un grand nombre d'articles de médecine vétérinaire dans le Dictionnaire de médecine de l'Encyclopédie méthodique et dans le Cours complet d'agriculture, théorique, pratique, économique et de médecine rurale et vétérinaire publié par Déterville.

## Ses œuvres
- Instruction sur les maladies inflammatoires épizootiques: et particulièrement sur celle qui affecte les bêtes à cornes des départemens de l'Est, d'une partie de l'Allemagne, et des parcs d'approvisionnemens des armées de Sambre-et-Meuse et de Rhin-et-Moselle, avec Jean-Baptiste Huzard, imprimerie de la République, 1794, puis 1797, 24 p.